# Bartłomiej Ławski
Bartłomiej Ławski herbu Pobóg – stolnik wiski, wojski wiski w 1552 roku.
Syn Mikołaja, ojciec Mikołaja, Macieja i Wielisława.